# Le due penne del pappagallino Verzè
Le due penne del pappagallino Verzè è un libro di narrativa per l'infanzia della scrittrice italiana Laudomia Bonanni, pubblicato per la prima volta nel 1948 dalle Edizioni Paravia di Torino. Lo sfondo narrativo di quest'opera richiama a quello delle opere di Milly Dandolo, principale scrittrice di riferimento per gli autori per l'infanzia dell'epoca.
Tra la vasta produzione letteraria per l'infanzia di Laudomia Bonanni, Le due penne del pappagallino Verzè è senza dubbio l'opera più importante e che maggiormente attirò l'attenzione della critica.
Il 1948 fu, infatti, un anno molto importante per Laudomia Bonanni, poiché oltre alla pubblicazione del suo libro più popolare per bambini, ci fu anche il riconoscimento da parte della critica della sua raccolta di racconti, in quell'anno ancora inedita, Il fosso. Il libro venne inoltre inserito nella collana "La gaia fonte".
Dopo la pubblicazione e il successo di questo libro, la scrittrice aquilana continuò a scrivere per i più piccoli, offrendo anche una collaborazione a settimanali e giornali per l’infanzia fino alla metà degli anni sessanta.

## Trama
Il libro, in un'ambientazione fiabesca mista al reale e al surreale, segue le vicende di una bambina durante il suo primo giorno di scuola.